# جيش الصين الاستكشافي
جيش الصين الاستكشافي  كان جيشًا عامًا تابعًا للجيش الإمبراطوري الياباني في الفترة من 1939 إلى 1945.
تأسس جيش الصين الاستكشافي في سبتمبر 1939 نتيجة دمج الجيش الاستكشافي لوسط الصين مع جيش منطقة شمال الصين الياباني، وكان مقره في العاصمة نانجينغ، التابعة لحكومة الصين الوطنية الموالية لليابان.
كان جيش الصين الاستكشافي مسؤولًا عن جميع العمليات العسكرية اليابانية في الصين، وكان القوة القتالية الرئيسية خلال الحرب الصينية اليابانية الثانية، حيث بلغ عدد جنوده في ذروته أكثر من مليون جندي. تم حل الجيش عقب استسلام اليابان في أغسطس 1945.